# Mihail Sautkin
Mihail Sautkin (în rusă Михаил Фёдорович Сауткин, Mihail Fiodorovici Sautkin; n. 5 iunie 1930, Kuplea⁠(d), Shatsky District⁠(d), RSFS Rusă, URSS – d. 1 februarie 2020, Reazan, Regiunea Reazan, Rusia) a fost un profesor și atlet rus, campion al Moscovei la powerlifting, doctor habilitat în științe medicale, profesor al Universității Medicale de Stat din Reazan. Membru al Academiei Internațională de Informatizare. Lucrător emerit al culturii fizice din Federația Rusă.
A absolvit Institutul de Stat de Medicină din Reazan în 1962.
A fost autor a peste 300 de lucrări științifice.
A fost decorat cu medalii „Veteran al muncii” și „Veteran al sportului”.